# American Viscose Plant Historic District
El American Viscose Plant Historic District («Distrito histórico de la planta de American Viscose») es un parque industrial y un distrito histórico ubicado en Roanoke, Virginia. El sitio es la ubicación de la antigua planta de procesamiento de rayón de la American Viscose Corporation que alguna vez empleó a más de 5000 personas y durante un tiempo fue, según se informa, la fábrica de producción de rayón más grande del mundo. La construcción de la planta comenzó en 1916 con la construcción de la primera de las que se convirtieron en tres grandes plantas de procesamiento de dos unidades de hilatura cada una; el segundo comenzó a construirse en 1921 y el tercero en 1925. Con la viabilidad de la planta disminuida por instalaciones más nuevas en otros lugares y el uso de rayón reemplazado por nailon y otros tejidos sintéticos, la fábrica cerró en 1958. La propiedad fue comprada por una variedad de inversores de Roanoke en 1961 y desde entonces ha funcionado como un parque industrial.
El distrito consta de 20 recursos contribuyentes, incluidos 16 edificios, dos estructuras y dos sitios. Fue incluido en el Registro Nacional de Lugares Históricos en 2019. A 2023, estaba en las primeras etapas de remodelación para convertirlo en un distrito de uso mixto residencial y comercial.

## Historia
La American Viscose Company se estableció en 1909 como el ala estadounidense de Courtaulds, una empresa textil británica especializada en seda. La empresa patentó el método de producción de lo que inicialmente se conocía como viscosa (también conocida como seda artificial y, más tarde, rayón) y construyó su primera planta en Estados Unidos en Marcus Hook, Pensilvania, en 1910. La demanda era tal que en 1916, The Viscose Company (como había sido rebautizada en 1915) decidió comenzar la construcción de una segunda planta más grande. Se eligió una ubicación al sureste de Roanoke, Virginia, en parte debido a los incentivos del gobierno de la ciudad que prometían mejoras de infraestructura específicamente para las necesidades de la empresa.: 531  La empresa compró 212 acres (85,8 ha) a lo largo del río Roanoke, que proporcionaba la gran cantidad de agua necesaria para el proceso de fabricación del rayón. The Ballinger Company, una firma de diseño industrial con sede en Filadelfia, fue contratada como arquitecta para el proyecto. La primera unidad de hilatura de la planta se inauguró en 1917 y empleaba a 1000 trabajadores, en su mayoría mujeres. La empresa inmediatamente comenzó la construcción de una segunda unidad bajo el mismo techo que la primera, que se completó en 1919 y aumentó la plantilla a 1700 personas. En esta época también se construyeron un depósito, un estanque de sedimentación y una casa de filtrado de agua. Ese año también se produjo el primer paro laboral en la planta, con los empleados saliendo para obtener el reconocimiento de un sindicato.: 559 
En 1921, el complejo se expandió nuevamente con la construcción de dos unidades de hilado más dentro de un segundo edificio grande de un piso ubicado justo al este del primero. Al finalizar, la planta empleaba a 3800 personas y producía más de 12 000 000 libras (5 443 104 kg) de rayón al año, lo que representó el 35% de la producción total del país. De esta época datan una central eléctrica de vapor de 9000 kilovatios, una segunda sala de filtrado y un estanque de sedimentación ampliado, así como una planta de tratamiento de aguas construida alrededor de 1923. A principios de la década de 1920 también se construyeron edificios para bombeo, dilución y regeneración de ácido, aunque probablemente no por The Ballinger Company (que diseñó la mayor parte del complejo pero dejó gran parte de la construcción real a empresas locales).
Las preocupaciones sobre la protección contra incendios exigieron que todos los edificios de la planta se construyeran con ladrillos, principalmente aparejos americanos de cinco y seis hileras, sobre una base de hormigón. Las medidas adicionales de seguridad contra incendios incluyeron una red de tuberías subterráneas que alimentaban a 50 000 rociadores de la planta, así como un sistema de túneles a través del cual el propio departamento de bomberos de la empresa podía viajar entre los edificios del complejo.
En 1922, más de 1000 mujeres trabajaban en la planta, muchas de las cuales procedían de las zonas rurales circundantes. En ese año, The Viscose Company gastó 500 000 dólares para construir Hillcrest Hall, un dormitorio para mujeres de cuatro pisos con capacidad para 200 personas y equipado con su propio salón, biblioteca, cafetería, gimnasio y enfermería (el dormitorio ha sido demolido y no forma parte del distrito histórico).: 613  La propia planta tenía su propia cafetería abierta las 24 horas y con capacidad para 2000 asientos, así como una enfermería y campos deportivos, y en 1923, un club social con 2800 miembros.: 627  La empresa no construyó otras viviendas para sus empleados, pero en 1925 gran parte del terreno en el sureste de Roanoke, entre el centro y la planta, se había desarrollado con casas unifamiliares.: 543  La planta también fue el mayor empleador de los residentes de Wasena, un barrio al oeste del distrito que experimentó un crecimiento significativo en la década de 1920.
The Viscose Company anunció otra expansión en 1925, y en mayo del año siguiente ya estaba operativa una quinta unidad de hilatura. En este momento también se agregó una planta de tratamiento de agua adicional; los dos combinados podrían tratar 35 millones de galones por semana. Sólo un año después, la empresa inició la construcción de una sexta y última unidad de hilatura (en funcionamiento a principios de 1928), así como de una segunda central eléctrica. La fábrica alcanzó su punto máximo de empleo en ese momento con 5500 empleados y la planta producía 20 000 000 libras (9 071 840 kg) de rayón anualmente, lo que, combinado con el rendimiento de las dos plantas de rayón de Pensilvania de The Viscose Company, representó más de la mitad de la seda artificial producida en Estados Unidos.
La Gran Depresión comenzó poco después de la finalización de la sexta unidad, y aunque la producción en las plantas estadounidenses de The Viscose Company cayó un 25% en 1930, la demanda se mantuvo relativamente estable hasta mediados de la década de 1930. Sin embargo, la industria textil finalmente se desplomó y American Viscose experimentó su primera pérdida fiscal en 1938. Ese año, la empresa despidió a 1200 personas en la planta de Roanoke y redujo la semana laboral de los empleados restantes a 32 horas. Los trabajadores despedidos fueron retirados poco después, aunque la sexta unidad de hilatura permaneció fuera de funcionamiento y la quinta se cerró temporalmente en 1939. Sin embargo, la Segunda Guerra Mundial creó una gran demanda de rayón y la planta de Roanoke pronto empezó a fabricar fibra para neumáticos, paracaídas, uniformes y otras necesidades militares. A finales de 1939, la empresa había añadido una planta de recuperación de ácido sulfúrico de cuatro pisos en el complejo para acompañar a una planta de recuperación de soda cáustica construida en 1935. La superficie total del espacio en expansión del complejo llegaría en algún momento a más de 1 600 000 pies cuadrados (148 645 m²).
En 1937, la empresa vio cambiar su nombre por el de American Viscose Corporation, y ese mismo año también adoptó una semana laboral de 40 horas con un aumento salarial del 10%.: 772  Un convenio colectivo de 1939 entre American Viscose y el Textile Workers Union of America aumentó los salarios un 6% adicional. La empresa mantenía una fuerza laboral de Roanoke de 4400 en 1940, segunda en tamaño de empleo en el área solo después de Norfolk and Western Railway (N&W), con 7000. En 1940, Courtaulds vendió American Viscose a un grupo de inversores estadounidenses, y el 90% de las ganancias de la venta se destinó al gobierno inglés para ayudar a pagar las necesidades de la guerra. El secretario del Tesoro estadounidense, Henry Morgenthau, había insistido en que los británicos vendieran ciertos activos con sede en Estados Unidos para compensar algunos de los costos del programa de la Ley de Préstamo y Arriendo.

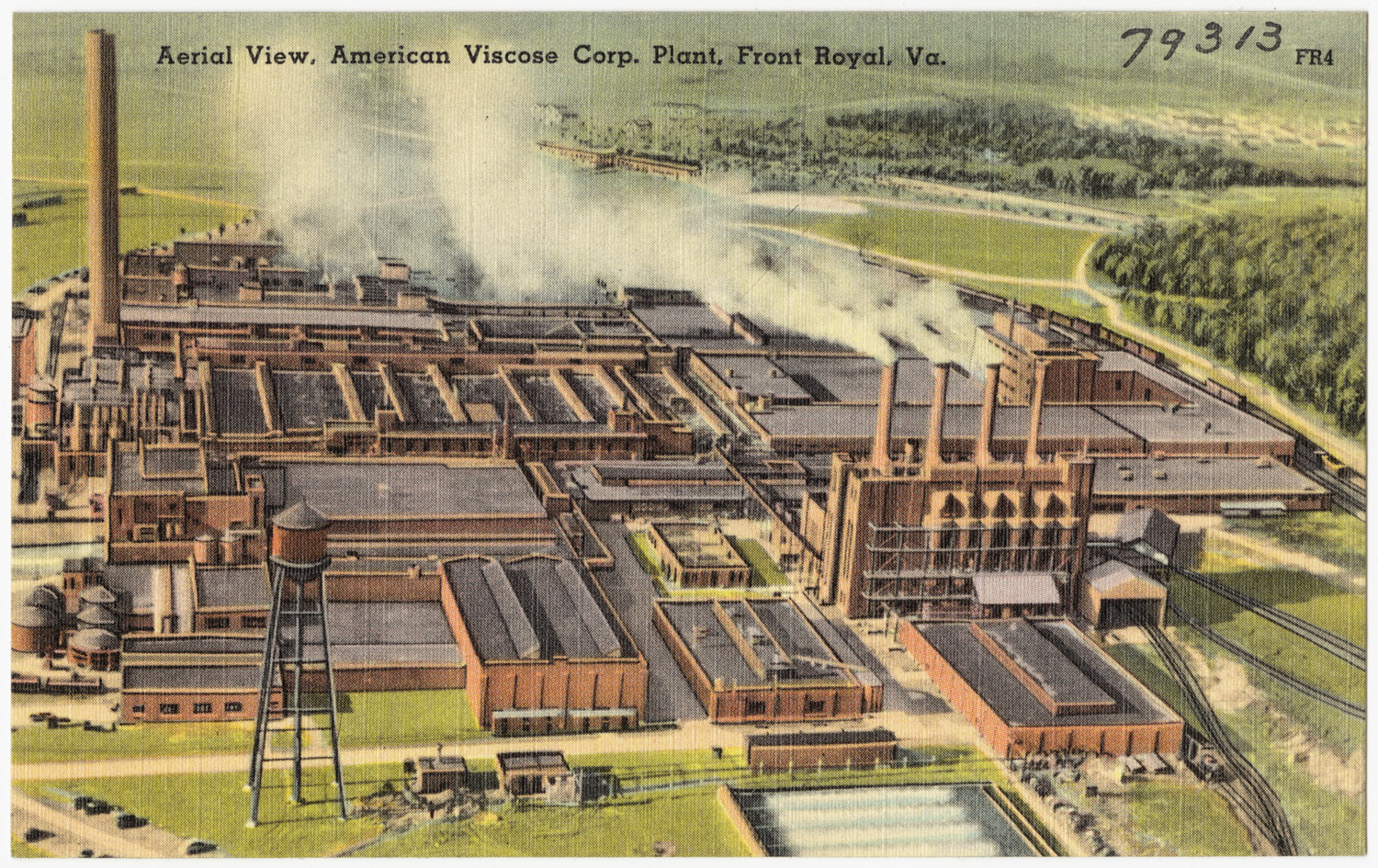
La planta de American Viscose en Front Royal, Virginia.

Sin embargo, tras el fin de la guerra, una combinación de factores provocó el declive de la planta. American Viscose había invertido en instalaciones más nuevas en Front Royal, Virginia, y Nitro, Virginia Occidental (la primera asumió el control de Roanoke como posiblemente la fábrica de rayón más grande del mundo), y la ubicación de Roanoke no estaba equipada para producir tejidos más nuevos hechos por el hombre, como el nailon, que fueron suplantando al rayón en el mercado. American Viscose hizo múltiples recortes de personal en la década de 1950 y el empleo estaba por debajo de 2000 cuando, en 1958, la empresa anunció su decisión de cerrar la planta de forma permanente. El cierre de la fábrica fue particularmente difícil para la región, ya que se produjo en un momento en que N&W estaba haciendo la transición de su flota a diésel y cerrando sus talleres de máquinas de vapor de Roanoke, lo que resultó en la pérdida de 2000 puestos de trabajo de esa empresa.

### Post-cierre
Union Carbide colocó una opción en el sitio de American Viscose en 1959, pero esa compañía finalmente se echó atrás. En 1961, American Viscose subastó el equipo restante y un consorcio de inversores de Roanoke compró la propiedad. El sitio fue subdividido y convertido en el Centro Industrial de Roanoke, el segundo parque industrial de la ciudad, y a junio de 2023, el complejo tenía 120 inquilinos. Dieciséis de los edificios originales siguen en pie, muchos de ellos con pocas modificaciones. Como medida de precaución contra una eventual descomposición, las chimeneas originales de la fábrica, que alguna vez medieron 300 pies (91,4 m) de altura, fueron reducidos en 2001. Se quitaron ladrillos de la parte superior y se dejaron caer gradualmente dentro de las chimeneas huecas hasta que el nivel de escombros en el interior alcanzó el nivel de las paredes.
Debido a las décadas de uso industrial intensivo del sitio, a fines de la década de 1980, la propiedad fue objeto de una investigación preliminar por parte del programa federal Superfund como un posible lugar de limpieza, pero se consideró que no era una prioridad. Una investigación completa realizada por la Agencia de Protección Ambiental de Estados Unidos (EPA por sus siglas en inglés) en 2001 confirmó esa evaluación. Un proyecto de control de inundaciones de principios de siglo realizado por el Cuerpo de Ingenieros del Ejército de los Estados Unidos se retrasó por la historia del complejo. La concentración de metales pesados en el suelo a lo largo del río Roanoke en el sitio de la antigua planta estaba en niveles tan extremos que la ciudad consideró eliminar la sección del proyecto.
El distrito fue agregado al Registro Nacional de Lugares Históricos en 2019. En 2023, se anunció que el Ayuntamiento de Roanoke había aprobado un plan para comenzar a transformar el distrito American Viscose en un desarrollo de uso mixto llamado «Riverdale». Una colaboración entre la ciudad, la Autoridad de Desarrollo Económico de Roanoke y un desarrollador local, el proyecto otorgó un préstamo condonable de $10 millones para la adquisición y limpieza de la propiedad a cambio de al menos $50 millones invertidos durante un período de 17 años. Después de la venta, las pruebas ambientales preliminares en el sitio identificaron un alto potencial de intrusión de vapor debido a un tanque de desechos peligrosos que alguna vez estuvo ubicado adyacente a la propiedad. Chemsolv, inquilino del parque industrial, había sido multado con más de 600 000 dólares en 2014 por almacenamiento inadecuado de residuos, pero la empresa retiró el tanque antes de que los investigadores pudieran determinar adecuadamente el alcance de sus efectos. A 2023, existía una restricción de escritura que prohibía el desarrollo residencial en el sitio de Riverdale; Los propietarios esperan que se levante la prohibición después de una mayor remediación del terreno abandonado.